# Fodina quadricolor
Fodina quadricolor là một loài bướm đêm trong họ Noctuidae.